# 추포항
추포항은 전라남도 신안군 암태면 추포리, 추포도에 있는 어항이다. 2005년 4월 27일 지방어항으로 지정되었다. 시설관리자는 신안군수이다.

## 어항 연혁
- 추포도는 본도인 암태면의 낙도로서 약500m의 노두로 연결되어 있으며 간조시 섬을 드나들 수 있고 섬의 이름을 따서 추포항이라 칭하였다.
- 승봉산은 유래를 찾아보기 어려울정도로 그 형상이 아름다울 뿐만 아니라 산 정상에 서면 다도해의 절경을 한눈에 조망할 수 있어 감탄성이 절로 터져나온다. 등산길은 연장 6.7km로 3시간 정도 소요된다. 코스는 암태중학교에서 출발,산불감시초소~승봉상 정산~수곡 임도~마당바위~노만사가 종점이다.

```
천사다리가 완공되어 많은 관광객이 찾아오고 있는데 출발지가 중학교인 만큼 학교 수업에 방해가 되지 않도록 주의를 요하고 학교는 정상수업이 다 끝난 후 개방을 할 수 있다는 점을 숙지해야 한다.
```

- 추포어촌체험마을은 눈으로 보는 관광에서 체험하는 관광으로 변신을 시도하여 지역주민들의 관광소득과 도시인들에게 머물러가는 관광지의 제공에 기여하고 있다.

## 어항 구역
본 항의 어항구역은 다음과 같다.
- 수역: 추엽 선착장 기점 정동250m, 정남620m, 남서700m를 연결하는 공유수면(200,000m2)

## 주요 어종
- 숭어, 병어, 농어